# Geo Barton

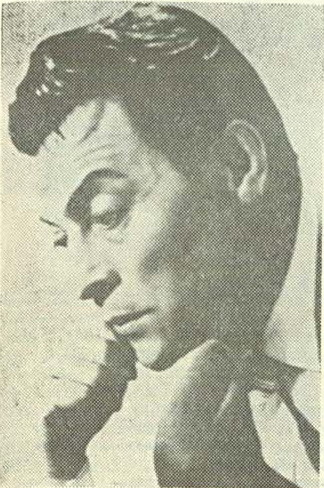
Geo Barton

Geo Barton (* 23. März 1912 in Piatra Neamț, Rumänien; † 10. Juni 1982 in Bukarest, Rumänien) war ein rumänischer Schauspieler.

## Leben
Geo Barton schloss 1941 sein Studium am conservator de artă dramatică in Bukarest ab. Anschließend spielte er in mehreren Operetten mit, bevor er sich als Theaterschauspieler etablieren konnte. Anschließend war er ab Ende der 1950er Jahre unter anderem in Dem Täter auf der Spur, Das weiße Zimmer und Weil sie sich liebten beim Rumänischen Film zu sehen. Für seine schauspielerischen Leistungen wurde er 1967 mit dem Kultur-Verdienst-Orden ausgezeichnet.

## Filmografie (Auswahl)
- 1950: Das Tal erschallt (Răsună Valea)
- 1956: Freitagabend um 5.00 (Pe răspunderea mea)
- 1957: Der Familienschmuck (Bijuterii de familie)
- 1960: Dem Täter auf der Spur (Portretul unui necunoscut)
- 1961: Ich will nicht heiraten (Nu vreau sa ma însor)
- 1962: Europolis (Porto-Franco)
- 1962: Tudor, Rebell gegen Paschas und Bojaren (Tudor)
- 1964: Das weiße Zimmer (Camera albă)
- 1964: Mitschuldig (Partea ta de vină)
- 1966: Das Geheimnis des Medaillons (Fantomele se grăbesc)
- 1967: Kampf der Titanen gegen Rom (Dacii)
- 1967: Untergrund (Subteranul)
- 1969: Ein sympathischer Herr (Simpaticul domn R)
- 1972: Weil sie sich liebten (Pentru că se iubesc)
- 1973: Abenteuer im Zeichen des weißen Pferdes (Frații Jderi)
- 1974: Türkenschlacht im Nebel (Ștefan cel Mare)